# Книжковий арсенал
Міжнародний фестиваль «Книжковий Арсенал» заснований у 2011 році на базі Національного культурно-мистецького та музейного комплексу Мистецький арсенал у Києві. Традиційно проходить раз на рік навесні.
Є однією із найбільших та найпомітніших інтелектуальних та літературно-мистецьких подій України.
Місія фестивалю - створювати взаємодії між людьми, спільнотами, інституціями, в яких поєднання естетичного переживання та інтелектуального включення в контексті книги слугує посиленню спроможність людини та суспільства.
Традиційно у фестивалі беруть участь письменники, поети, філософи, дизайнери, ілюстратори, митці та експерти видавничої справи з України та багатьох країн світу.
З 2016 року під час Книжкового арсеналу також відбувається конкурс на найкращий книжковий дизайн року.
Ініціаторкою створення фестивалю була генеральна директорка НКММК "Мистецький Арсенал" (2010-2016) Наталія Заболотна
У 2019 лондонська «International Publishing Industry Excellence Awards» визнала Книжковий Арсенал найкращим літературним фестивалем року

## Цілі проєкту
- Стимулювати якісний розвиток і взаємодію книжкової, літературної, мистецької сцен.
- Проблематизувати і осмислювати вагомі питання людини, суспільства і культури.
- Створювати дружній простір репрезентації книги в усіх її проявах.
- Інтегрувати українську і міжнародну книжкову та літературну спільноти.

## За роками

### 2011
Перший «Книжковий Арсенал» відбувався з 28 травня по 1 червня 2011 року. Перший куратор «Книжкового Арсеналу» — Ольга Жук. Перший фестиваль фактично окреслив структуру майбутніх фестивалів і мав дві складові — виставка-ярмарок книговидавців та насичена програма подій фестивалю:
- майстер-класи, лекції, дискусії
- виставка art book, коміксів та книжкової ілюстрації
- програма подій для дітей
- велика благодійна акція до Дня захисту дітей
- поетичні та музичні перформанси, концерти, кінопокази
- марафон автограф-сесій, зустрічі з відомими письменниками, перекладачами, критиками, художниками
- презентації найцікавіших нових книг і проєктів українських та іноземних видавництв
- бізнес-зустрічі, пітчинг-сесії видавців і авторів
- спільні спецпроєкти з українськими та міжнародними мас медіа, фестивалями, видавництвами.

У Книжковому Арсеналі у 2011 році взяли участь близько 100 видавництв, його відвідали 30 спеціальних гостей із 10 країн. Зокрема Барнаба Форназетті — голова італійського дизайн-ательє; Франсуаза Барб-Ґалль — авторка книжок про те, як знайомити дітей із мистецтвом; Пірошка Доссі — автор бестселеру «Продано! Мистецтво і гроші»; Жюль Дейлдер —  поет з Нідерландів та джазмен; Геллерт Тамас — шведський письменник non-fiction; письменник Юнас Гассен Хемірі; Кінга Дунін — польська письменниця та феміністка; Мирон Цовнір — фотограф, автор кримінальних романів; Лінор Горалік —  російська письменниця, авторка коміксів; авторка детективів Тетяна Устінова; директор празького видавництва «Labyrint» Йоахім Дворжак.

### 2012
У цьогорічному фестивалі взяли участь майже 100 українських та зарубіжних видавництв, а також понад 50 українських авторів, які представили свої нові книги. Загалом же на десяти майданчиках у рамках Мистецького Арсеналу відбулося понад 150 подій. Серед міжнародних гостей ярмарку варто згадати Лондонський Університет Мистецтв із виставкою артбуків і майстер-класами; Австрійський культурний форум і Австрійську асоціацію книготоргівлі.
Книжковий фестиваль 2012 року відвідало понад 30 тисяч відвідувачів та було представлено 10 тисяч книг.

### 2013
Під час Книжкового Арсеналу 2013 року на 10 майданчиках у Мистецькому Арсеналі відбулися заходи за участі 200 видавництв, книжкових проєктів та міжнародних партнерів, найвідоміших і улюблених українських авторів. Зокрема, у 2013 році в  "Обмін речовин” – спеціальному проєкті фестивалю було проведено публічні діалоги з Оксаною Забужко та Ігорем Померанцевим, Юрієм Андруховичем і Миколою Рябчуком, Віктором Небораком та Іваном Малковичем, Андрієм Курковим і Юрієм Винничуком, Борисом Херсонським і Олександром Ройтбурдом.

### 2014
В українській літературній програмі Книжкового Арсеналу 2014 взяли участь близько 100 письменників, поетів, публіцистів, істориків і філософів. Фестиваль відвідало понад 40 тисяч відвідувачів. Особливим гостем фестивалю стала Франція. Французький інститут в Києві запросив 11 гостей. Було проведено презентації книг та кінопокази.  Серед визначних культурних діячів, що публічно виступили слід відзначити Сергія Жадана, Юрія Іздрика, Оксану Забужко, Івана Малковича.

Книжковий Арсенал 2015

### 2015
Книжковий Арсенал за 5 років став однією з найвідвідуваніших і найпопулярніших подій Мистецького Арсеналу. Аудиторія фестивалю за 5 днів у 2014 році склала близько 60 000. Під час фестивалю було проведено акцію: "Арсенал добрих справ". Було зібрано книги і розвиваючі іграшки для створення нових бібліотек у реабілітаційних центрах для вимушених переселенців зі Сходу України і Криму. Партнером акції став Верховний комісаріат ООН у справах біженців.

### 2016
З 2016 року «Книжковий Арсенал» за підтримки Goethe-Institut в Україні, Франкфуртського книжкового ярмарку і фонду «Buchkunst», проводить серед українських видавців та культурних інституцій конкурс на найкращий книжковий дизайн. Конкурс покликаний говорити про книжку як мистецький об’єкт і розвивати галузь в естетичному напрямку.
Церемонія нагородження переможців відбувається на відкритті «Книжкового Арсеналу», видання-переможці та стенд видавництва позначаються окремими маркерами під час всього Фестивалю. Видання, що входять до шорт-ліста конкурсу, щороку представлені в рамках колекції «Найкрасивіші книги світу» на Франкфуртському та Лейпцизькому книжкових ярмарках.
Книжковий Арсенал вперше відвідали представники світового книжкового ринку з Норвегії,  Грузії, Литви, Італії, Австрії.

### 2017
У 2017 році фестиваль відвідало понад 50 тисяч людей. Фокусною темою 2017 року стала тема: "Сміх.Страх.Сила". Присвячена 175-річчю виходу першого видання "Енеїда" Івана Котляревського. Основною подією став музично-візуальний перформанс Юрія Андруховича спільно з театром "Арабески".
Серед критичних зауваг до  фестивалю 2017 року була відмова організаторів від Секції малих книгарень. Організатори пояснили відмову передусім обмеженим простором і відсутністю такої практики закордоном, де книжковий ярмарок – це насамперед зріз новинок від видавців, а не представлення книготорговельної галузі.

### 2018
У конкурсі на найкращий книжковий дизайн 2018 року від фестивалю Книжковий Арсенал перемогла книга «Я так бачу» Видавництва Старого Лева. Дизайн розробляла творча майстерня «Аґрафка». Усього на конкурс надійшло 152 видання, серед яких журі фестивалю обрали шорт-ліст –  15 книжок. До участі в конкурсі українські видавництва подавали книжки, створені українськими дизайнерами чи ілюстраторами та надруковані в період з квітня 2017-го по травень 2018-го.
В день відкриття фестивалю пройшла лекція письменника Євгена Мінка та фотографа Валерія Мілосердова про створення та знищення книги «Я, Анна Чиллаґ».

### 2019
Під час відкриття фестивалю «Книжковий Арсенал» оголосили переможців IV конкурсу за найкращий книжковий дизайн 2019. Гран-прі конкурсу отримало видання «MARIA» авторки Марії Марущак. Оформленням книги займались Ілля Жекалов та Леся Марущак. Книга була опублікована у видавництві RED ZET. Всього участь у конкурсі взяло 150 видань, які були надруковані за останній рік – з травня 2018-го по квітень 2019 року.

Книжковий Арсенал 2019 року був визнаний кращим літературним фестивалем у Лондоні. Організатори The London Book Fair [Архівовано 5 Березня 2021 у Wayback Machine.] International Excellence Awards 2019, вказали:
«Особливо вразив нас завдяки прихильності кураторів, широті та інноваційності програм, що стосуються міждисциплінарних тем, спрямованих на залучення різноманітної аудиторії, не втрачаючи при цьому основної літературної спрямованості»

## Фокусна тема
Починаючи з 2017 року «Книжковий Арсенал» обирає фокусну тему фестивалю, яка стає наскрізною для програм та подій. Також кожна фокусна тема має куратора. «Сміх. Страх. Сила» стала фокусною темою в 2017 році, а її куратором Тетяна Терен. У 2018 році темою обрано «Проект майбутнього», в 2019 році — «Сусідство: відкрите питання». Кураторкою фокусних тем обидвох років була Віра Балдинюк. У 2020 році куратором фокусної теми Книжкового Арсеналу став Ростислав Семків, а тему сформульовано як «оптимісти скептики».

## Галерея

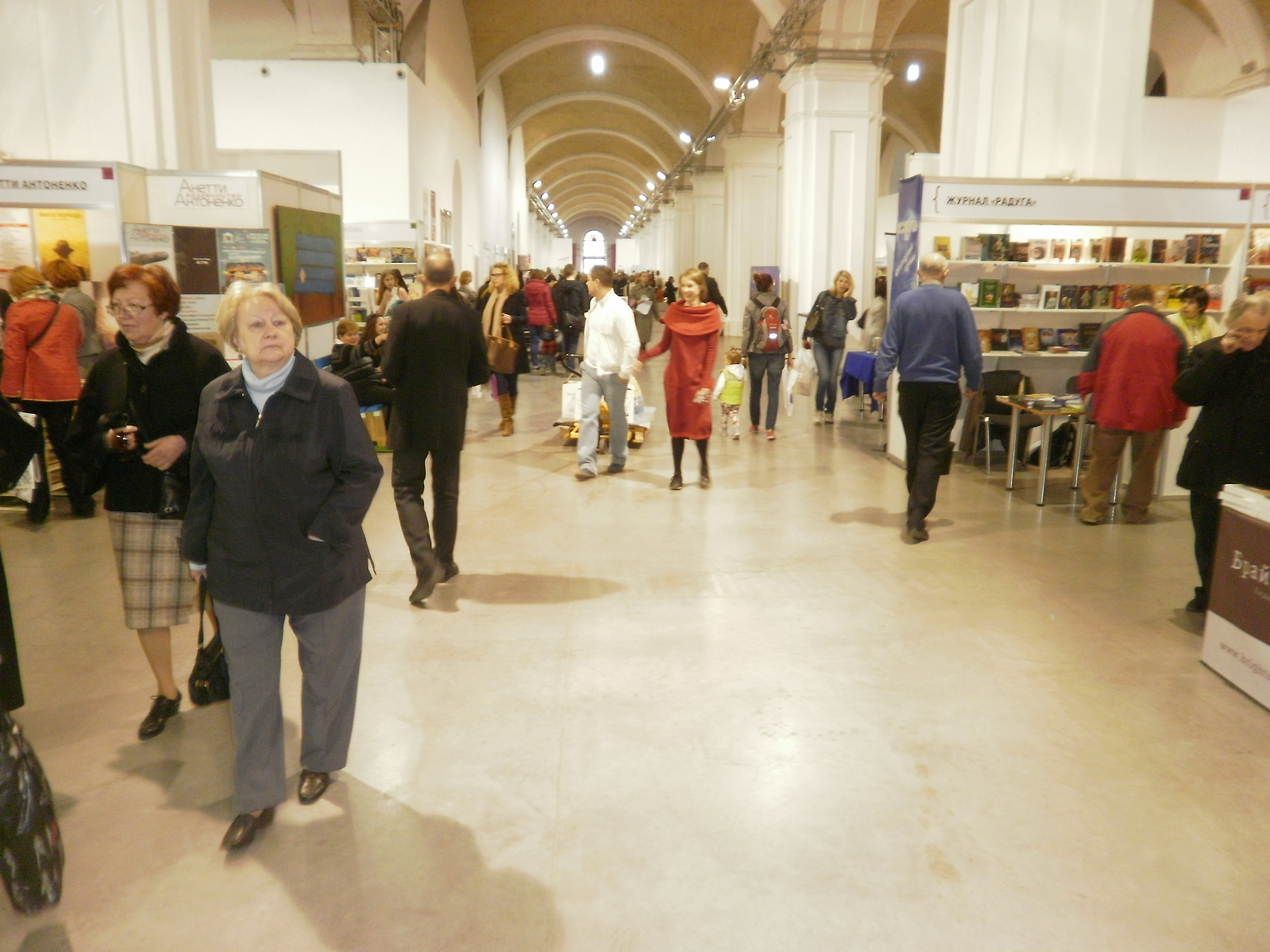
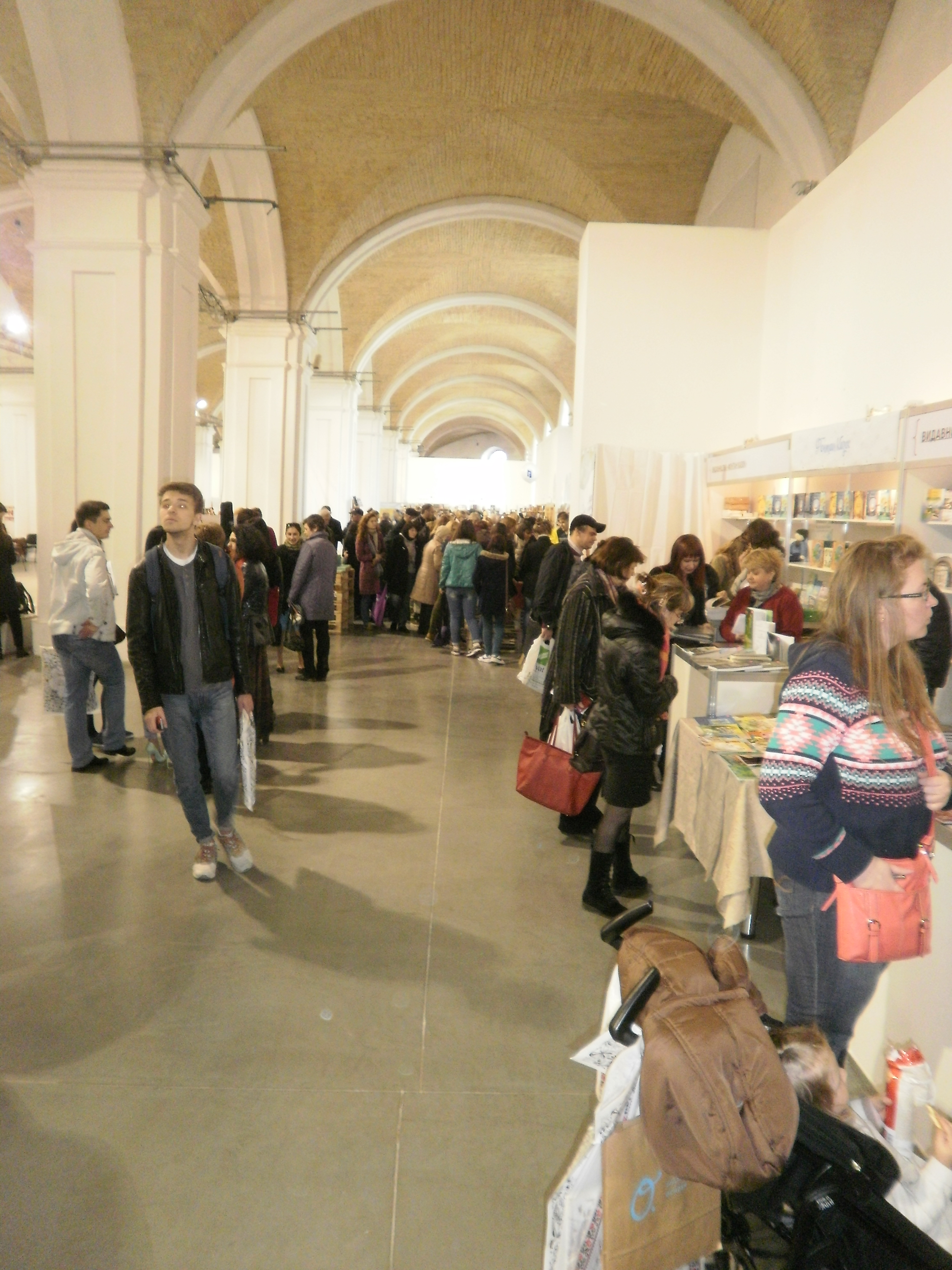
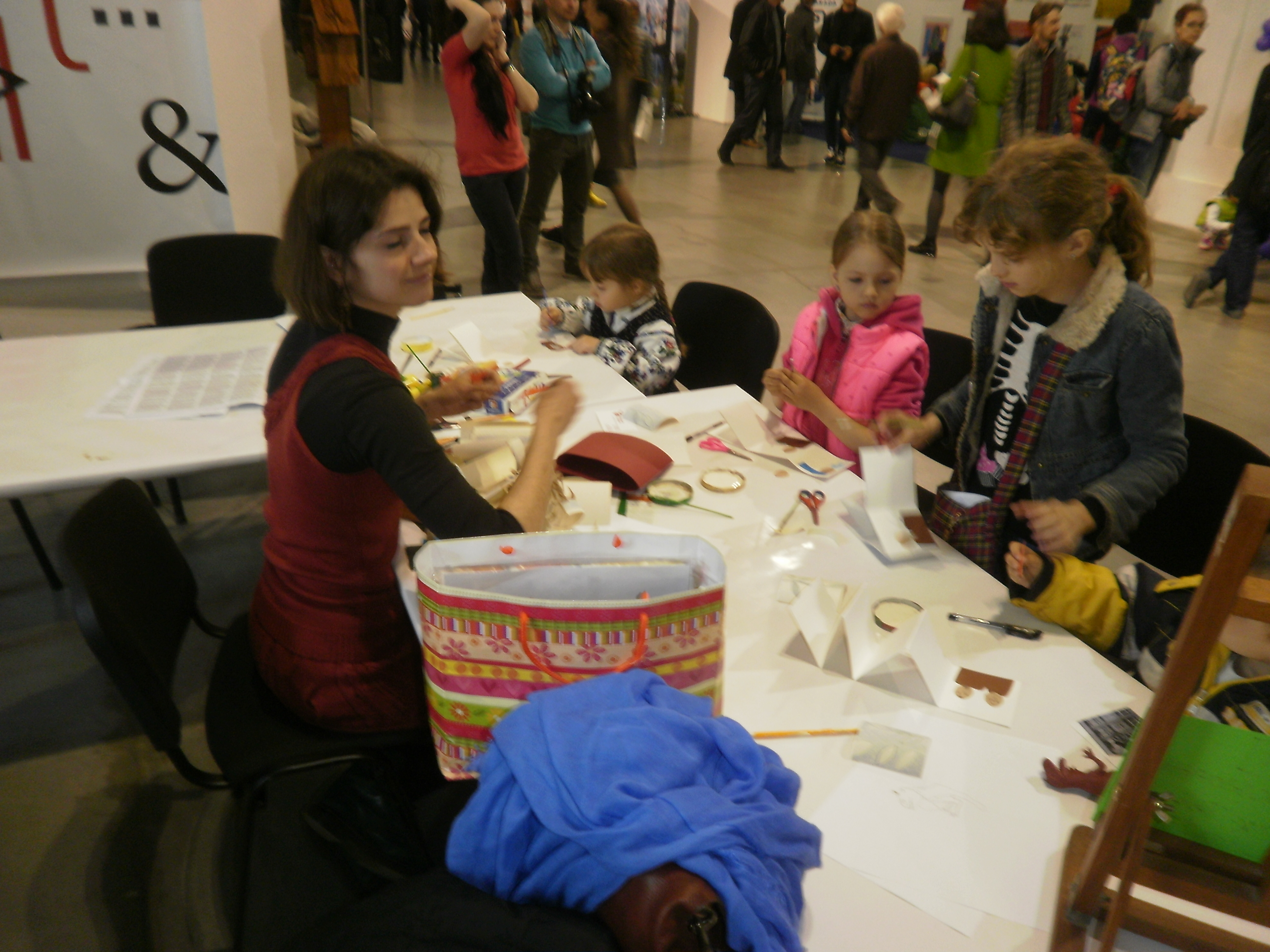
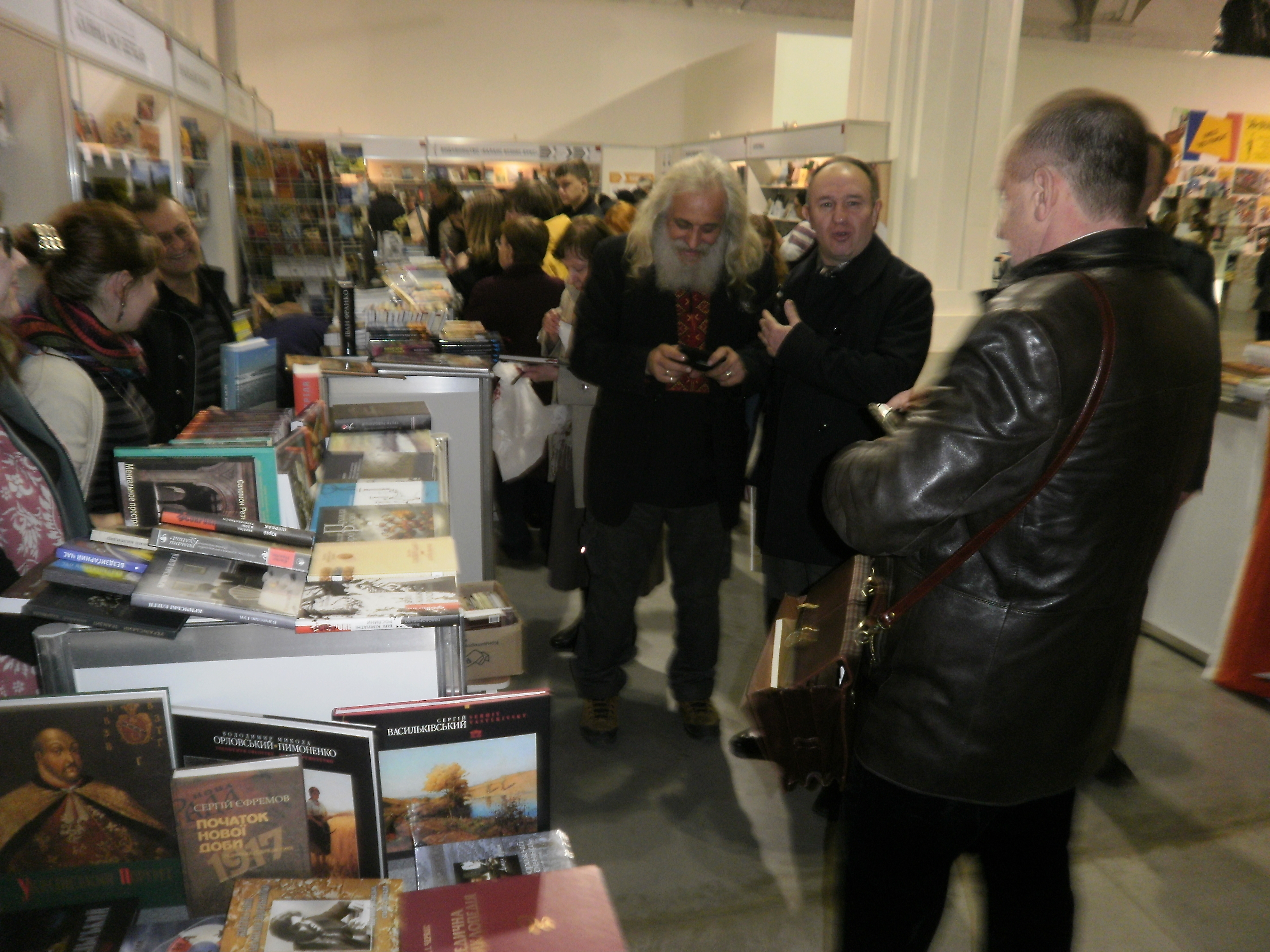